# Erythrochiton fallax
Erythrochiton fallax är en vinruteväxtart som beskrevs av J.A. Kallunki. Erythrochiton fallax ingår i släktet Erythrochiton och familjen vinruteväxter. Inga underarter finns listade i Catalogue of Life.